# Піскожно
Піскожно (пол. Piskorzno) — село в Польщі, у гміні Кшешиці Суленцинського повіту Любуського воєводства.
Населення — 45 осіб (2011).
У 1975-1998 роках село належало до Гожовського воєводства.

## Демографія
Демографічна структура станом на 31 березня 2011 року:
|          | Загалом | Допрацездатний вік | Працездатний вік | Постпрацездатний вік |
| -------- | ------- | ------------------ | ---------------- | -------------------- |
| Чоловіки | 26      | 5                  | 20               | 1                    |
| Жінки    | 19      | 4                  | 12               | 3                    |
| Разом    | 45      | 9                  | 32               | 4                    |